# Château de Jaulny
Le château de Jaulny est un château datant des XIe et XIIe siècles situé à Jaulny en région Grand Est.
Il fait l'objet d'une protection au titre des monuments historiques.

## Histoire
Une occupation militaire est attestée dès le XIIe siècle sur une terrasse dominant le rupt de Mad. Le château présente une enceinte à tours carrées, un donjon XIIe siècle, meurtrières XVe siècle, tour-porche d'accès XVIIIe siècle, logis remanié XVIe et XVIIIe siècles; grille de la cour et rampe d'escalier intérieur par Jean Lamour; plafonds ornés XVe siècle, salles voûtées.
Selon une tradition, il aurait pu accueillir Jeanne d'Arc échappée du bûcher en la personne de Jeanne des Armoises. Cette dernière, qui a prétendu être Jeanne d'Arc, a épousé Robert des Armoises, signeur de Tichémont, et aurait fini ses jours à Jaulny à l'âge de 42 ans, sans descendance.
Le général Jean Nicolas Curély (1774-1827) en a été le propriétaire.

## Protection
Il fait l'objet d'une inscription partielle au titre des monuments historiques par arrêté du 4 février 1988 pour les façades et toitures des dépendances, le bâtiment principal en U à l'exception des façades et toitures classées et le pavillon du XVIIIe siècle adjacent qui sont classés par arrêté du 12 avril 1996 ainsi que le rempart avec son soubassement et la terrasse dallée, les salles voûtées sous le bâtiment principal et sous la terrasse.